# 조너선 하이드
조너선 하이드(Jonathan Hyde, 1948년 8월 21일 ~ )는 잉글랜드의 배우이다.

## 출연 작품

### 영화
- 타이타닉
- 미이라
- 아나콘다
- 쥬만지
- 달링 - 엔트위슬 박사 역
- 도쿄 트라이얼
- 리치리치

### 드라마
- 어 베리 잉글리쉬 스캔들 (BBC)